# Wojna castellammaryjska
Wojna castellammaryjska – odbyła się w latach 1929–1931 pomiędzy frakcją Giuseppego Masserii (rodziną Genovese) a frakcją Salvatora Maranzano (rodziną Bonnano) o dominację w nowojorskim półświatku przestępczym.
Obaj gangsterzy wywodzili się ze starszego pokolenia mafijnych przywódców (tzw. Wąsaci Piotrkowie) urodzonych we Włoszech (głównie na Sycylii) i niechętnie współpracujących z gangami nieposiadającymi włoskich korzeni. Początkowo przewagę miał Masseria, po którego stronie stało wielu młodych gangsterów tzw. „młodych wilków” (ang. Young Turks) wśród których prym wiedli: Lucky Luciano, Vito Genovese, Frank Costello, Willie Moretti, Joe Adonis, Albert Anastasia, Carlo Gambino. Mógł także skorzystać z usług znanych gangsterów m.in. Petera „Ściskającej Dłoni” Morelli.

## Geneza wojny
W 1927 roku do Stanów Zjednoczonych przybył Salvatore Maranzano (po raz pierwszy był tam w 1918, a następnie w 1925 roku). Osiadł w Nowym Jorku, gdzie pełnił rolę wysłannika tzw. szefa wszystkich szefów (capo di tutti capi) mafii sycylijskiej dona Vita Cascio-Ferry.
Ferra marzył o zjednoczeniu rodzin mafijnych w Stanach i miał w przyszłości stać na jej czele. Jego plany runęły, gdy władze włoskie wtrąciły go do więzienia na resztę życia.
Maranzano – jako pierwszy z gangsterów – zaproponował podział nowojorskich rodzin mafijnych na tzw. „Pięć Rodzin”; on miałby otrzymać stanowisko capo di tutti capi.
W latach dwudziestych światem przestępczym w Nowym Jorku rządził Joe Masseria, który potrafił na przestrzeni minionych lat podporządkować sobie inne rodziny (grupy) mafijne m.in.:
- Salvatore’a „Toto” D’Aquilę (ur. 1878, zm. 10 października 1928), zastrzelonego przez ludzi Masserrii,
- Alfreda „Ala Mineo” i Stefana „Steve’a” Ferrignę (zostali jego wspólnikami),
- Rodzinę Morello – Petera „Ściskającą Dłoń” Morellę, Lupę Wolfa – (który przeżył wojnę), Rocca Valentego – (ur. ? – zm. 11 sierpnia 1922 – zastrzelonego przez ludzi Masserri).

## Ofiary
Maranzano przystąpił do objęcia przywództwa w mafii nowojorskiej. Mógł liczyć na poparcie ze strony trzech Josephów – Bonanny, Profaciego i Joe Magliocco. Mógł też liczyć na Tommy’ego Lucchesego, ale ten, jak się później okazało, pracował dla trzeciej strony – młodych mafiozów. Sojusznikami Maranzany byli przede wszystkim imigranci z jego rodzinnego miasta Castellammare del Golfo (stąd nazwa wojny castellammaryjska).
Konflikt toczący się w latach 1929–1931 pochłonął około 50 ofiar, od kul zginęli:
- Tom Reina (ur. 1889, zm. 26 lutego 1930) – zwolennik Masserii, zastrzelony przez Genovesego na polecenie Luciano.
- Peter Morello – zwolennik Masserii, zastrzelony 15 sierpnia 1930 roku przez Alberta Anastasię i Franka Scalisego na polecenie Luciano
- Alfred „Al Mineo” (ur. ?) i jego doradca Stefano „Steve” Ferringo (ur. 12 maja 1900) – zwolennicy Masserii, zastrzeleni 5 listopada 1930 roku przez ludzi Maranzany,
- Buster z Chicago (nieznane nazwisko) – cyngiel Maranzany, zamordowany na polecenie Luciano i Genovesego.

## Trzecia siła
Przeciągającej się wojnie niechętnie przyglądali się młodzi mafiosi, po cichu sprzeciwiający się władzy „Wąsatych Piotrków”. Wiedzieli, że każdy dzień konfliktu szkodzi mafijnym interesom i pochłania kolejne ofiary po obu stronach. Nie byli jednak na tyle silni i zorganizowani, aby im otwarcie się sprzeciwić. Mieli także za złe swoim szefom, że za bardzo przywiązują się do tradycji sycylijskiej i wszystkich związanych z nią rytuałów mafijnych, a nie dostrzegają, że Nowy Jork to wielka mieszanka kulturowa i narodowościowa, którą zamieszkują także Żydzi, Irlandczycy, Polacy, Afroamerykanie, czy Latynosi.
Dopóki im się to opłacało wykonywali rozkazy przełożonych, ale z biegiem czasu zdali sobie sprawę, że należy podjąć kroki, które przyspieszą koniec wojny.
Według planu Luciano (głównego przywódcy młodych gangsterów) należało poczekać na śmierć Masserii lub Maranzany, a następnie wspólnymi siłami zaatakować zwycięzcę. Jednakże wojna przeciągała się, a obaj główni szefowie nadal żyli.
W tym celu Luciano, poprzez swoich zaufanych ludzi, nawiązał kontakt z innymi gangsterami po obu stronach konfliktu i wtajemniczył ich w swój plan.
Luciano nawiązał ponadto kontakt z silnymi i wpływowymi żydowskimi gangsterami (z którymi od lat młodzieńczych miał dobry kontakt) – Meyerem Lanskym i Bugsym Siegelem. Zarówno Luciano jak Lansky uważali, że w świecie przestępczym nie ma miejsca na różnice narodowościowe, ani religijne – liczy się szybki zysk. Uzgodniono, że w pierwszej kolejności należy zaatakować Joego Masserię, będącego szefem Luciano.

## Zabójstwo Masserii
15 kwietnia 1931 Lucky Luciano umówił się z Joem Bossem na obiad. Wybrali się do restauracji „Nouva Villa Tammaro” na Coney Island, której właścicielem był znany w półświatku przestępczym Gerardo Scarpato.
Po skończonym obiedzie Scarpato poszedł na plażę, zaś Luciano i Joe Boss zaczęli grać w karty. Po jakimś czasie Luciano poszedł do toalety (najprawdopodobniej był to znak dla zamachowców, że innych postronnych świadków nie ma w lokalu). Zabójcy wbiegli wówczas do środka.
Masseria został zastrzelony przez czterech mężczyzn – Joego Adonisa, Alberta Anastasię, Bugsy’ego Siegela i Vita Genevesego – trafiony sześcioma kulami.
Za śmiercią stał Lucky Luciano i Meyer Lansky, obaj zwolennicy nowej formy przestępczości zorganizowanej w całych Stanach Zjednoczonych – wieloetnicznych gangów (z dominacją Włochów i Żydów).
Po wykonaniu wyroku na zewnątrz lokalu czekał podstawiony samochód, za kierownicą którego siedział Ciro Terranova, który był tak zdenerwowany, że nie mógł wrzucić właściwego biegu – Siegel miał go rzucić na tylne siedzenie, usiąść za kierownicą i odjechać z całą piątką.
Po tym incydencie wielu mafiosów nigdy nie miało już szacunku dla Terranovy.

## Zabójstwo Maranzany
Po śmierci Masserii stanowisko capo di tutti capi przywłaszczył sobie Salvatore Maranzano. Wraz z Lucianą ogłosili zawieszenie broni. Maranzano zdawał sobie sprawę, że Luciano współpracuje z Lanskym, co w niedalekiej przyszłości może zagrozić jego władzy i pozycji. Wiedział również, że wielu z młodych gangsterów jest bardziej oddanych Lucianie niż jemu. Nie czekając na rozwój sytuacji, sam sporządził listę osób do wyeliminowania, na której widniały nazwiska: Luciano, Costello, Adonis, Genovese, Moretti, Dutch Schultz, a nawet Al Capone z Chicago. W tym celu wynajął cyngla spoza organizacji – Irlandczyka Vincenta „Wściekłego Psa” Colla, obiecując mu 25 000 dolarów z góry i 25 000 po wykonaniu zadania. Coll w pierwszej kolejności miał wykonać wyrok na Lucianie i Genovesem. Maranzano zdawał sobie sprawę z trudności, jakie sprawiało zabicie ich wszystkich i obawiał się otwartej wojny. Dlatego postanowił usunąć najbardziej niewygodnych.
Nie przewidział jednak, że wielu z przezeń wytypowanych już od dawna przystało na plan Luciano.
Do ostatecznej rozprawy doszło 10 września 1931 roku. Tego dnia Salvatore Maranzano został zastrzelony w swoim biurze w budynku przy Grand Central w Nowym Jorku przez czterech wynajętych płatnych zabójców żydowskiego pochodzenia w wyniku potajemnej współpracy Luciano i Meyera Lansky’ego.
Wynajęcie ludzi Lansky’ego dawało tę pewność, że nikt z otoczenia Maranzany ich nie rozpozna. Zabójcy byli dodatkowo przebrani za policjantów. Okazawszy odznaki, rozbroili ochroniarzy i ustawili pod ścianą; dwóch zabójców weszło do biura Maranzany i wykonało wyrok.
Znaczącą rolę w zabójstwie Maranzany odegrał Tommy Lucchese, który był w tym czasie w jego biurze (to on wskazał zabójcom właściwy cel, gdyż żaden z cyngli nie wiedział jak Maranzano wygląda). Lucchese był wtyczką Luciano w szeregach organizacji Maranzany, który nie podejrzewał go o „podwójną grę” i miał doń zaufanie.
Po egzekucji cała czwórka razem z Lucchesem wybiegła z biura, po drodze na schodach mijając idącego Vince’a Colla, który odwrócił się i wyszedł z budynku (zadowolony, że zarobił w taki prosty sposób 25000 dolarów).
Śmierć Salvatore’a Maranzany zakończyła wojnę, jak również starą tradycyjną sycylijską mafię w Ameryce, której miejsce zajęła nowa Mafia amerykańska w ramach Syndykatu.